# Clarence von Rosen (Reiter)
Clarence Carl Reinhold von Rosen (* 10. November 1903 in Äsköping; † 7. Juli 1933 in Västerås) war ein schwedischer Reiter, der an den Olympischen Sommerspielen von 1932 teilgenommen hat.
Clarence von Rosen Jr. war der Sohn von Clarence von Rosen und Agnes Maria von Blixen-Finecke. Die schwedische Bildhauerin Maud von Rosen-Engberg (1902–1988) war seine Schwester.
1932 gewann er zusammen mit seinem Pferd Sunnyside Maid die Bronzemedaille in der Vielseitigkeit. Bei denselben Olympischen Spielen gewann er zudem auf Empire die Bronzemedaille im Springen. Die schwedische Equipe kam in beiden Wettbewerben nicht in die Wertung, weil jeweils keine drei schwedischen Reiter die Prüfung beenden konnten. Deshalb konnte Rosen keine Medaille mit der Equipe gewinnen.
Rosen starb 1933 als Passagier bei einem Flugzeugunfall bei einer Flugschau.